# Lux (Alta Garonna)
Lux è un comune francese di 358 abitanti situato nel dipartimento dell'Alta Garonna nella regione dell'Occitania.

## Società

### Evoluzione demografica
Abitanti censiti